# Liste der Kulturdenkmale im Kreis Plön
In der Liste der Kulturdenkmale im Kreis Plön sind die Kulturdenkmale im schleswig-holsteinischen Kreis Plön aufgelistet. 
Grundlage der Einzellisten sind die in den jeweiligen Listen angegebenen Quellen. Die Angaben in den einzelnen Listen ersetzen nicht die rechtsverbindliche Auskunft der zuständigen Denkmalschutzbehörde. Die erforderlichen Denkmaleigenschaften werden im Denkmalschutzgesetz von Schleswig-Holstein festgeschrieben.
Die Bodendenkmale sind in der Liste der Bodendenkmale im Kreis Plön erfasst.

## Aufteilung
Wegen der großen Anzahl von Kulturdenkmalen im Kreis Plön ist diese Liste in Teillisten aufgeteilt und alphabetisch sortiert nach den Städten und Gemeinden des Kreises.
| Gemeinde/ Stadt      | Kulturdenkmalliste                                  | Wappen | Lage | Bild eines Kulturdenkmals |
| -------------------- | --------------------------------------------------- | ------ | ---- | ------------------------- |
| Ascheberg (Holstein) | Liste der Kulturdenkmale in Ascheberg (Holstein)    |        |      |                           |
| Barsbek              | Liste der Kulturdenkmale in Barsbek                 |        |      |                           |
| Behrensdorf (Ostsee) | Liste der Kulturdenkmale in Behrensdorf (Ostsee)    |        |      |                           |
| Belau                | Liste der Kulturdenkmale in Belau                   |        |      |                           |
| Bendfeld             | Liste der Kulturdenkmale in Bendfeld                |        |      |                           |
| Blekendorf           | Liste der Kulturdenkmale in Blekendorf              |        |      |                           |
| Bönebüttel           | Liste der Kulturdenkmale in Bönebüttel              |        |      |                           |
| Bösdorf              | Liste der Kulturdenkmale in Bösdorf (Holstein)      |        |      |                           |
| Bothkamp             | Liste der Kulturdenkmale in Bothkamp                |        |      |                           |
| Brodersdorf          | Liste der Kulturdenkmale in Brodersdorf             |        |      |                           |
| Dannau               | Liste der Kulturdenkmale in Dannau                  |        |      |                           |
| Dersau               | Liste der Kulturdenkmale in Dersau                  |        |      |                           |
| Dobersdorf           | Liste der Kulturdenkmale in Dobersdorf              |        |      |                           |
| Dörnick              | Liste der Kulturdenkmale in Dörnick                 |        |      |                           |
| Fahren               | Liste der Kulturdenkmale in Fahren                  |        |      |                           |
| Fargau-Pratjau       | Liste der Kulturdenkmale in Fargau-Pratjau          |        |      |                           |
| Fiefbergen           | Liste der Kulturdenkmale in Fiefbergen              |        |      |                           |
| Giekau               | Liste der Kulturdenkmale in Giekau                  |        |      |                           |
| Grebin               | Liste der Kulturdenkmale in Grebin                  |        |      |                           |
| Großbarkau           | Liste der Kulturdenkmale in Großbarkau              |        |      |                           |
| Großharrie           | Liste der Kulturdenkmale in Großharrie              |        |      |                           |
| Heikendorf           | Liste der Kulturdenkmale in Heikendorf              |        |      |                           |
| Helmstorf            | Liste der Kulturdenkmale in Helmstorf               |        |      |                           |
| Högsdorf             | Liste der Kulturdenkmale in Högsdorf                |        |      |                           |
| Hohenfelde           | Liste der Kulturdenkmale in Hohenfelde (Kreis Plön) |        |      |                           |
| Höhndorf             | Liste der Kulturdenkmale in Höhndorf                |        |      |                           |
| Hohwacht (Ostsee)    | Liste der Kulturdenkmale in Hohwacht (Ostsee)       |        |      |                           |
| Honigsee             | Liste der Kulturdenkmale in Honigsee                |        |      |                           |
| Kalübbe              | Liste der Kulturdenkmale in Kalübbe                 |        |      |                           |
| Kirchbarkau          | Liste der Kulturdenkmale in Kirchbarkau             |        |      |                           |
| Kirchnüchel          | Liste der Kulturdenkmale in Kirchnüchel             |        |      |                           |
| Klamp                | Liste der Kulturdenkmale in Klamp                   |        |      |                           |
| Klein Barkau         | Liste der Kulturdenkmale in Klein Barkau            |        |      |                           |
| Kletkamp             | Liste der Kulturdenkmale in Kletkamp                |        |      |                           |
| Köhn                 | Liste der Kulturdenkmale in Köhn                    |        |      |                           |
| Krokau               | Liste der Kulturdenkmale in Krokau                  |        |      |                           |
| Krummbek             | Liste der Kulturdenkmale in Krummbek                |        |      |                           |
| Kühren               | Liste der Kulturdenkmale in Kühren                  |        |      |                           |
| Laboe                | Liste der Kulturdenkmale in Laboe                   |        |      |                           |
| Lammershagen         | Liste der Kulturdenkmale in Lammershagen            |        |      |                           |
| Lebrade              | Liste der Kulturdenkmale in Lebrade                 |        |      |                           |
| Lehmkuhlen           | Liste der Kulturdenkmale in Lehmkuhlen              |        |      |                           |
| Löptin               | Liste der Kulturdenkmale in Löptin                  |        |      |                           |
| Lütjenburg           | Liste der Kulturdenkmale in Lütjenburg              |        |      |                           |
| Lutterbek            | Liste der Kulturdenkmale in Lutterbek               |        |      |                           |
| Martensrade          | Liste der Kulturdenkmale in Martensrade             |        |      |                           |
| Mönkeberg            | Liste der Kulturdenkmale in Mönkeberg               |        |      |                           |
| Mucheln              | Liste der Kulturdenkmale in Mucheln                 |        |      |                           |
| Nehmten              | Liste der Kulturdenkmale in Nehmten                 |        |      |                           |
| Panker               | Liste der Kulturdenkmale in Panker                  |        |      |                           |
| Plön                 | Liste der Kulturdenkmale in Plön                    |        |      |                           |
| Pohnsdorf            | Liste der Kulturdenkmale in Pohnsdorf               |        |      |                           |
| Postfeld             | Liste der Kulturdenkmale in Postfeld                |        |      |                           |
| Preetz               | Liste der Kulturdenkmale in Preetz                  |        |      |                           |
| Probsteierhagen      | Liste der Kulturdenkmale in Probsteierhagen         |        |      |                           |
| Rantzau              | Liste der Kulturdenkmale in Rantzau                 |        |      |                           |
| Rastorf              | Liste der Kulturdenkmale in Rastorf                 |        |      |                           |
| Rathjensdorf         | Liste der Kulturdenkmale in Rathjensdorf            |        |      |                           |
| Rendswühren          | Liste der Kulturdenkmale in Rendswühren             |        |      |                           |
| Ruhwinkel            | Liste der Kulturdenkmale in Ruhwinkel               |        |      |                           |
| Schellhorn           | Liste der Kulturdenkmale in Schellhorn              |        |      |                           |
| Schillsdorf          | Liste der Kulturdenkmale in Schillsdorf             |        |      |                           |
| Schlesen             | Liste der Kulturdenkmale in Schlesen                |        |      |                           |
| Schönberg (Holstein) | Liste der Kulturdenkmale in Schönberg (Holstein)    |        |      |                           |
| Schönkirchen         | Liste der Kulturdenkmale in Schönkirchen            |        |      |                           |
| Schwartbuck          | Liste der Kulturdenkmale in Schwartbuck             |        |      |                           |
| Schwentinental       | Liste der Kulturdenkmale in Schwentinental          |        |      |                           |
| Selent               | Liste der Kulturdenkmale in Selent                  |        |      |                           |
| Stakendorf           | Liste der Kulturdenkmale in Stakendorf              |        |      |                           |
| Stein                | Liste der Kulturdenkmale in Stein (Probstei)        |        |      |                           |
| Stolpe               | Liste der Kulturdenkmale in Stolpe (Holstein)       |        |      |                           |
| Stoltenberg          | Liste der Kulturdenkmale in Stoltenberg             |        |      |                           |
| Tasdorf              | Liste der Kulturdenkmale in Tasdorf                 |        |      |                           |
| Tröndel              | Liste der Kulturdenkmale in Tröndel                 |        |      |                           |
| Wahlstorf            | Liste der Kulturdenkmale in Wahlstorf (Holstein)    |        |      |                           |
| Wankendorf           | Liste der Kulturdenkmale in Wankendorf              |        |      |                           |
| Warnau               | Liste der Kulturdenkmale in Warnau                  |        |      |                           |
| Wendtorf             | Liste der Kulturdenkmale in Wendtorf                |        |      |                           |
| Wisch                | Liste der Kulturdenkmale in Wisch (Holstein)        |        |      |                           |
| Wittmoldt            | Liste der Kulturdenkmale in Wittmoldt               |        |      |                           |